# Foughala
Foughala est une commune algérienne de la wilaya de Biskra.
C'est le chef-lieu de daïra de 2 communes à savoir : Foughala et El ghrous; elle est située à 7 km à l'ouest de Tolga sur la route Biskra-Alger.

## Toponymie
FGHL 'Hauteur' en tamazight , voir Beni Foughal.